# Ditassa anderssonii
Ditassa anderssonii är en oleanderväxtart som beskrevs av G. Morillo. Ditassa anderssonii ingår i släktet Ditassa och familjen oleanderväxter. Inga underarter finns listade i Catalogue of Life.